# Tomas Danilevičius
Tomas Danilevičius (født 18. juli 1978 i Klaipėda, Sovjetunionen) er en litauisk tidligere fodboldspiller (angriber).
Danilevičius spillede i perioden 1998-2012 72 kampe og scorede 15 mål for Litauens landshold. På klubplan repræsenterede han flere europæiske storklubber, såsom Arsenal, Club Brugge og Parma.
To gange, i 2006 og 2007, blev Danilevičius kåret til Årets fodboldspiller i Litauen. Efter sit karrierestop blev han præsident for Litauens fodboldforbund.